# Hörby
Hörby – miejscowość (tätort) w południowej Szwecji, w regionie administracyjnym (län) Skania. Siedziba władz (centralort) gminy Hörby.
Miejscowość położona jest w środkowej części prowincji historycznej (landskap) Skania, ok. 35 km na północny wschód od Lund w pobliżu drogi E22 w kierunku Kristianstad.
W pierwszy czwartek lipca w centrum Hörby odbywa się popularny coroczny jarmark. Organizowany od 1748 roku jest jednym z najstarszych w Szwecji. W latach 1871–1888 w Hörby mieszkała pisarka szwedzka Victoria Benedictsson, zaliczana do nurtu naturalistycznego (åttiotalisterna) w literaturze szwedzkiej.
W 2010 roku Hörby liczyło 7085 mieszkańców.